# Marlon Wessel
Marlon David Wessel (* 23. April 1991 in München) ist ein ehemaliger deutscher Kinderschauspieler.

## Leben
Marlon Wessel ist der Sohn von Joachim Masannek, dem Autor der Buchreihe Die Wilden Fußballkerle, in deren Verfilmung Die Wilden Kerle er sowie sein Bruder Leon Wessel-Masannek mitspielten. Wegen zu wenig Schauspielerfahrung kamen die Brüder nicht für die Hauptrolle in Frage. Stattdessen wurde Wessel für die Rolle des Maxi besetzt, sein Bruder spielte den Torwart Markus.
Nach dem Ende von "Die Wilden Kerle" distanzierte sich Marlon von der Schauspielerei und kehrt der Öffentlichkeit den Rücken zu.  

## Filmografie
- 2003: Die Wilden Kerle
- 2005: Die Wilden Kerle 2 – Alles ist gut, solange du wild bist
- 2006: Die Wilden Kerle 3 – Die Attacke der biestigen Biester
- 2007: Die Wilden Kerle 4 – Der Angriff der Silberlichten
- 2008: Die Wilden Kerle 5 - Hinter dem Horizont
- 2016: Die wilden Kerle – Die Legende lebt

### Hörbücher
- Die Wilden Fußballkerle: Maxi, Tippkick Maximilian

## Auszeichnungen
- 2007: 3. Platz als bester Nachwuchsschauspieler